# Dag-Otto Flink
Dag-Otto Emanuel Flink är en svensk rollfigur; en fiktiv medelålders brevbärare i Falkenberg, spelad av Jojje Jönsson och skapad av Krister Classon (då Claesson) inför Snålvatten och jäkelskap 2001, som bland annat inte kan uttala bokstaven R.
Dag-Otto är korkad, men stolt över sin trogenhet till postverket och vill alla sina medmänniskor bara väl – även om inte alla alltid uppskattar hans närvaro.

## Skapelse
Inför folklustspelet Snålvatten och jäkelskap (2001) hade den nyblivna heltidsregissören Krister Classon önskemål om att göra Jojje Jönssons figur, en brevbärare som skulle få heta Dag-Otto, till något helt nytt. Jönsson testade att för utseendets skull sätta på sig lösskägg, och kom på att kunna återanvända de löständer han hade i rollen som privatdetektiv Knut Gribb i Hemlighuset (1996).
Under repetition fick Jönsson på grund av löständerna plötsligt problem med att säga bokstaven R, och R-uttalen till och med försvann av naturen. Classon brast själv ut i skratt av detta, varefter dessa "bloopers" av Jönsson kom till användning och ändrade i regin. De försökte till manuset komma på vilka ord som kunde låta fräckt utan R och hade särskild potential att väcka skratt, vilket blev Dag-Ottos etablerade talfel. Ett exempel ur Bröllop och jäkelskap (2002) då prästen befinner sig i matkällaren, lyder Dag-Ottos version "p'äst (pest) i källa'n". Figuren bygger annars till viss del på sådana som Charlie Chaplin, Fabian Bom och Åsa-Nisse, och har sedan skapandet ständigt utvecklats med ett frekvent medverkande även efter Jäkelskapserien.

## Biografi
Dag-Otto är en brevbärare i Falkenberg under 1900-talets mitt, född i Fiskarnas stjärntecken 1895. Han har flera gånger försökt vara familjen Kristersson till lags igenom Jäkelskapserien – som när Nils-Erik försökte få grannen Valdemar Olsson att bli hans dräng, Lennart och Rakel skulle gifta sig, och så försökte han hjälpa Lennart och Nils-Erik vid ett riskfyllt förskott på nyinfört statligt barnbidrag.
Dag-Otto lät en gång skojaren Fritjof Ferm vikariera för sig efter att han vunnit en resa till Mallorca, och har även semestrat i Pensionat Solrosen.
Dag-Otto är singel, men har i sitt postdistrikt uppvaktat flera damer, som Skomakar-Britta (även uppvaktad av en viss Fritjof), Husande-Malin (även uppvaktad av Konstapel Karlsson) och Maja i Affären. Dag-Otto har flera gånger hjälpt Maja i hennes affär då hon har haft ett problem  som kräver kunskap i matematik, och han har flera gånger dagdrömt om kyssar från Maja. Han verka finna Turid Bakke (en norsk lycksökerska i Solsting och snésprång) attraktiv, och försöker uppvakta den naturälskande Ester Sköld i Solhöjdens Pensionat.

## Scen-/filmografi
- Snålvatten och jäkelskap (2001)
- Bröllop och jäkelskap (2002)
- Barnaskrik och jäkelskap (2003)
- Brännvin och fågelholkar – Söderkåkar reser västerut! (2006)
- Majas affär (2008)
- Solsting och snésprång (2008)
- Pang på pensionatet (2011)
- Brännvin i kikar'n (2014)
- Bröllop i kikar'n (2015)
- Jäkelskap i kikar'n (2016)
- Alla tiders Åsa-Nisse (2022)

## Diskografi
År 2012 respektive 2013 släpptes två musikalbum med Dag-Otto; Sjung å hoppalong och Dag-Otto sjunger julsånger. Det första musikalbumet bygger på låtarna från familjeturnén med samma namn, Sjung å hoppalong, där Dag-Otto medverkar.

## Specialutgåva
År 2010 släpptes videofilmen Dag-Otto med vänner med innehåll av det populäraste från produktioner där Dag-Otto medverkat, men också nyinspelningar och ett antal musikvideor. Handlingen utspelar sig på en camping som besöks av en semesterfirande Dag-Otto, där flera av Jojje Jönssons tidigare Stefan & Krister-figurer påträffas.